# Hans Hotter
Hans Hotter (19 de gener de 1909 - 6 de desembre de 2003) va ser un baix-baríton alemany, considerat un dels millors cantants del segle xx per les seves intervencions en el repertori wagnerià i en el lied.
Hotter va desenvolupar els inicis de la seva carrera principalment a Alemanya i Àustria, fins que el 1947 va debutar al Covent Garden. A partir d'aquell moment va cantar als principals teatres d'òpera del món, tot i que va tenir una relació difícil amb el Metropolitan Opera de Nova York.
El 1952 va debutar al Festival de Bayreuth, d'on es va convertir en un dels seus pilars. Hi va cantar freqüentment Wotan, Gurnemanz i Amfortas, i de forma més esporàdica l'Holandès, Kurwenal, Marke, Hans Sachs, Pogner, Gunther i Titurel.
Hotter va ser també un reconegut cantant de lied, especialista en obres com el Winterreise de Franz Schubert.
A partir dels anys seixanta va començar una carrera com a director d'escena, escenificant L'Anell del Nibelung al Covent Garden i substituint Wieland Wagner a Bayreuth després de la seva mort. Es va retirar oficialment el 1972, tot i que va seguir cantant papers com el Shigolch de Lulu (Alban Berg) fins a la dècada dels noranta.